# Абхишек Бачан
Абхишек Бачан е индийски актьор и продуцент.

## Биография
Абхишек Бачан е роден на 5 февруари 1976 г. в семейството на актьорите Амитаб и Джая Бачан.
Прави своя актьорски дебют в драмата Refugee от 2000 г., след което творческият му път не е белязан от особен успех. Няколко години по-късно нещата поемат в друга посока и Бачан получава широко признание за участието си в драмите Yuva (2004), Sarkar (2005) и Kabhi Alvida Naa Kehna (2006), като спечелва три поредни пъти наградата Filmfare за най-добър актьор в поддържаща роля.
Женен е за актрисата Айшвария Рай и има дъщеря.